# Isla Roda
Isla Roda (en árabe:جزيرة الروضة Gezīret er-Rōdah y Al Manyal ar-Rawdah)  es una isla situada a orillas del río Nilo en el centro de El Cairo.
El Distrito de El-Manial, el Museo del Palacio Al-Manyal y los jardines, se encuentran en la isla. Está al oeste del histórico Cairo Antiguo, a lo largo de un pequeño brazo del Nilo Occidental. La isla tiene uno de los más antiguos edificios islámicos en Egipto, el Nilómetro ubicado en su extremo sur.